# الن جانسون سیرلیف

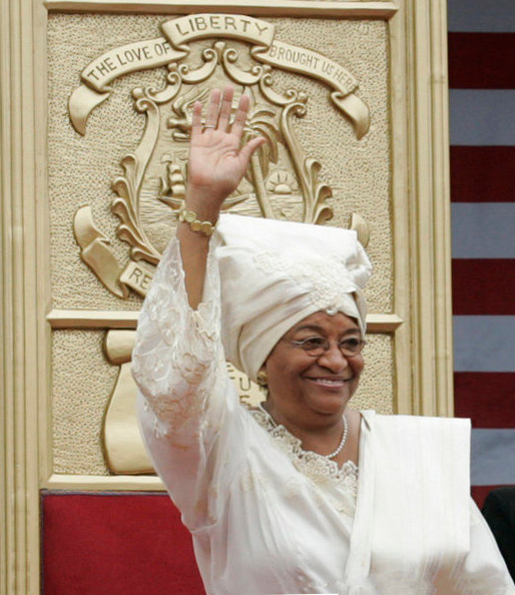
سیرلیف در مراسم تحلیف ریاست جمهوری

الن جانسون سیرلیف (به انگلیسی: Ellen Johnson Sirleaf) (زادهٔ ۲۹ اکتبر ۱۹۳۸)، سیاستمدار اهل لیبریا است که از سال ۲۰۰۶ تا ۲۰۱۸، به عنوان بیست و چهارمین رئیس‌جمهور لیبریا مشغول به کار بود. او از سال ۱۹۷۹ تا آوریل ۱۹۸۰ در دوران ریاست جمهوری ویلیام تالبرت، وزیر دارایی بود. در انتخابات ریاست جمهوری سال ۱۹۹۷ نتوانست انتخاب شود. اما در سال ۲۰۰۵ موفق به پیروزی در انتخابات ریاست جمهوری شد.
او در سال ۲۰۱۱ به همراه توکل کرمان و لیما گبوی برنده جایزه صلح نوبل شد.
سیرلیف اولین زنی است که در قارهٔ آفریقا به عنوان رئیس‌جمهور انتخاب می‌شود.